# Gus Peterson
Pour les articles homonymes, voir Peterson.
Gus Peterson (San Francisco (Californie), 19 juillet 1893 – Los Angeles (Californie), 17 décembre 1969 ), est un cadreur et un directeur de la photographie américain.

## Filmographie partielle
- 1914 : A Odyssey of the North de Hobart Bosworth
- 1917 : The Fuel of Life de Walter Edwards
- 1917 : Ashes of Hope de Walter Edwards
- 1918 : His Enemy, the Law de Raymond Wells
- 1918 : Old Love for New de Raymond Wells
- 1918 : The Hand at the Window de Raymond Wells
- 1918 : A Good Loser de Dick Donaldson
- 1918 : Mlle. Paulette de Raymond Wells
- 1918 : The Argument de Walter Edwards
- 1918 : Real Folks de Walter Edwards
- 1918 : Passiflore (I Love You) de Walter Edwards
- 1919 : Her Purchase Price de Howard Hickman
- 1920 : Rouge and Riches de Harry L. Franklin
- 1921 : Mysterious Rider de Benjamin B. Hampton
- 1921 : The Sky Pilot de King Vidor
- 1922 : When Romance Rides de Eliot Howe
- 1922 : Golden Dreams de Benjamin B. Hampton
- 1922 : Heart's Haven de Benjamin B. Hampton
- 1924 : Reckless Romance de Scott Sidney
- 1924 : Hold Your Breath de Scott Sidney
- 1925 : Madame Behave de Scott Sidney
- 1925 : Charley's Aunt de Scott Sidney
- 1926 : Wireless Lizzie de Earl Rodney
- 1929 : Divorce Made Easy de Neal Burns et Walter Graham
- 1930 : Sweethearts on Parade de Marshall Neilan
- 1930 : Cleaning Up de Harry J. Edwards
- 1930 : Charley's Aunt (en) de Al Christie
- 1931 : The Pagan Lady de John Francis Dillon
- 1931 : What A Head de Robert Hall
- 1935 : Kentucky Blue Streak (en) de Bernard B. Ray
- 1935 : Hayseed Romance de Charles Lamont
- 1935 : The Rider of the Law de Robert North Bradbury
- 1935 : La Frontière impitoyable (The New Frontier) de Carl Pierson
- 1936 : Sur la piste d'Oregon (The Oregon Trail) de Scott Pembroke
- 1936 : Headin' for the Rio Grande de Robert North Bradbury
- 1936 : Song of the Gringo de John P. McCarthy
- 1936 : A Grand Slam Op de Charles Lamont
- 1936 : Three on a Limb de Charles Lamont
- 1937 : Arizona Days (en) de John English
- 1937 : Hittin' the Trail de Robert North Bradbury
- 1937 : Gunsmoke Ranch (en) de Joseph Kane
- 1937 : Le Testament du capitaine Drew (Adventure's End) d'Arthur Lubin
- 1937 : Sing, Cowboy, sing de Robert North Bradbury
- 1937 : Riders of the Rockies de Robert North Bradbury
- 1937 : Git Along Little Dogies de Joseph Kane
- 1937 : The Mystery of the Hooded Horsemen de Ray Taylor
- 1937 : Trouble in Texas de Robert North Bradbury
- 1938 : The Black Bandit de George Waggner
- 1938 : Guilty Trails (en) de George Waggner
- 1938 : Prairie Justice (en) de George Waggner
- 1938 : Tex Rides With the Boy Scouts de Ray Taylor
- 1938 : The Rangers' Round-Up (en) de Sam Newfield
- 1943 : Career Girl de Wallace Fox
- 1944 : Lady in the Death House de Steve Sekely
- 1944 : Machine Gun Mama de Harold Young